# Gangōji garan engi
Le Gangōji garan engi narabi ni ruki shizaichō (元興寺伽藍縁起并流記資財帳, Origines du monastère Gangōji et de ses biens), souvent abrégé en Gangōji garan engi, est un ancien texte bouddhique japonais en un volume, compilé par un moine bouddhiste inconnu en 747.

## Contenu
Le texte est constitué de quatre parties principales. La première traite de l'histoire des débuts du bouddhisme au Japon. Elle indique qu'en 538, le roi Seong de Baekje a introduit le bouddhisme au Japon. Est rapportée ensuite une lutte entre le pro-bouddhiste Soga no Iname et une faction anti-bouddhiste. Cet épisode est suivi de la construction de plusieurs temples, dont Gangō-ji d'où le texte tient son titre.
Les deuxième et troisième parties reproduisent les inscriptions sur pierre de la période Asuka trouvées sur la tour finial[pas clair] comme celles trouvées sur une statue bouddhiste.
La dernière partie consiste en une liste des biens du temple, ce qui comprend la population, les rizières et les puits,.

## Importance
Le texte est une source primordiale de l'histoire du bouddhisme au Japon au début. La date donnée pour l'introduction au Japon du bouddhisme en provenance du royaume de Baekje, 538, diffère de celle donnée par le Nihon shoki, 552. Par ailleurs, la reproduction des inscriptions sur pierre est considérée comme une précieuse source pour l'étude de l'ancien japonais.